# 巴拉德 (密蘇里州)
巴拉德（英語：Ballard）是位於美國密蘇里州貝茨縣的非建制地區。

## 歷史
巴拉德的郵局於1884年設立，其後於1907年停運。

## 地理
巴拉德所處的海拔為高於海平面281米（即922英呎），而該地所採用的時區為UTC-6，即北美中部時區（CST）。同時該地設有夏令時間，為UTC-6調快一小時，即UTC-5（CDT）。